# 가키오역
가키오역(일본어: 柿生駅)은 일본 가나가와현 가와사키시 아사오구에 위치한 오다큐 전철 오다와라선의 역이다. 역 번호는 OH 24이다.

## 역사
현재의 가와사키시 아사오구에 있는 역으로서는 오다큐 전철 오다와라선 개통 때부터 존재하는 가장 오래된 역이다. 현재 아사오구의 중심역인 동쪽에 신유리가오카역은 1974년 개통으로 그 외의 구내의 역도 전후로 신흥 주택지 개발에 맞추어 만들어진 역이기 때문에 구내에서 전쟁 전부터는 한 철도역으로써 유일하다.
- 1927년 4월 1일: 영업 개시. "직통" 정차역이 됨. 또한, 각역 정차는 신주쿠 ~ 이나다노보리토역(현, 무코가오카유엔역) 구간만 운행하고 당역까지의 운행은 없었음.
- 1937년 9월 1일: 오다와라역 행 "직통" 정차역이 됨(가타세에노시마 방향의 "직통"은 통과).
- 1945년 6월: 과거에 신주쿠 ~ 이나다노보리토역 구간만을 운행의 각역정차가 전 노선에서 운행하게 되어 각역정차의 정차역이 됨과 동시에 "직통"은 폐지됨.
- 1946년 10월 1일: 준급이 설정되어 정차역이 됨.
- 1948년 9월: "사쿠라준급"이 설정되어 정차역이 됨.
- 1960년 3월 25일: 통근준급이 설정되어 정차역이 됨.
- 1977년 11월 20일: 대피선(부본선)의 사용이 중지되고, 후에 해체됨.
- 1999년: 북쪽 출입구에 자동 개찰기 설치.
- 2004년 12월 11일: 구간준급이 설정되어 정차역이 됨.
- 2007년 4월 1일: 남쪽 출입구에 잠정 버스 터미널 설치.

## 역 구조
상대식 승강장 2면 2선의 지상역이다. 신유리가오카역의 개통 전에는 섬식 승강장 2면 4선의 구조였다.
개찰구는 동쪽과 서쪽에 있다. 특급권 매장은 남쪽 출입구에 있다. 개찰구와 과선교를 연결하는 엘리베이터가 설치되어 있다. 화장실은 하행 승강장에 설치되어 있다.
상행 승강장에는 개찰 부근에 OX SHOP이 있으며 2009년 3월 31일에 하행 승강장에 하코네 메밀 국수가 입점했다.
역 승강장 유효 길이는 10량과 정차하는 열차의 대부분은 8량 이하이다. 새벽과 저녁 이후에 정차하는 준급행이 10량이다.

### 타는 곳
| 번호 | 노선      | 방향 | 방면                         |
| ---- | --------- | ---- | ---------------------------- |
| 1    | 오다와 선 | 하행 | 오다와라·가타세에노시마 방면 |
| 2    | 오다와 선 | 상행 | 신주쿠·지요다선 방면         |

2012년도의 설비 투자 계획에서 행선지 안내기가 신설되었다.

## 역 주변
- 아사오강

## 사진

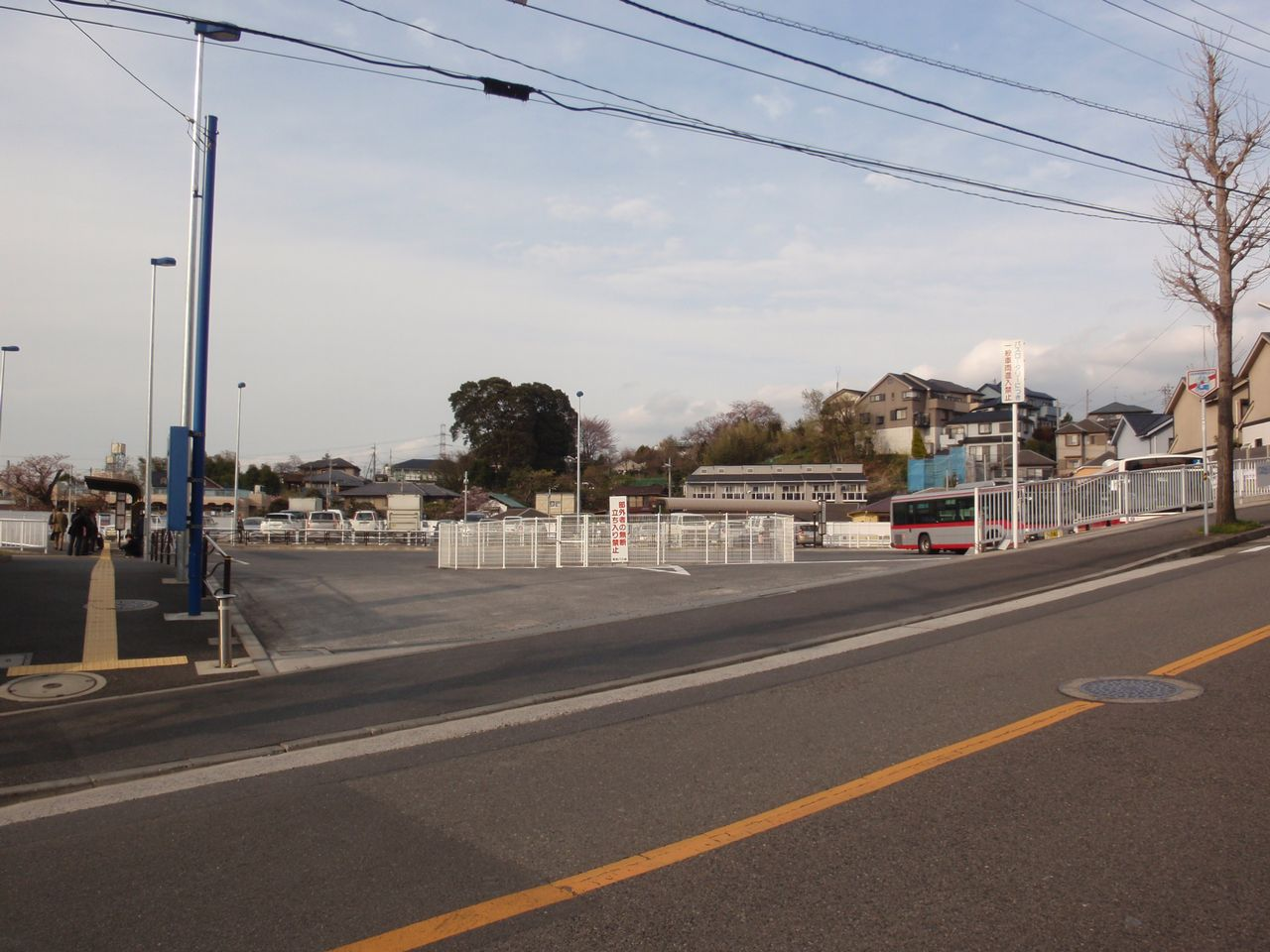
가키오역 버스 터미널
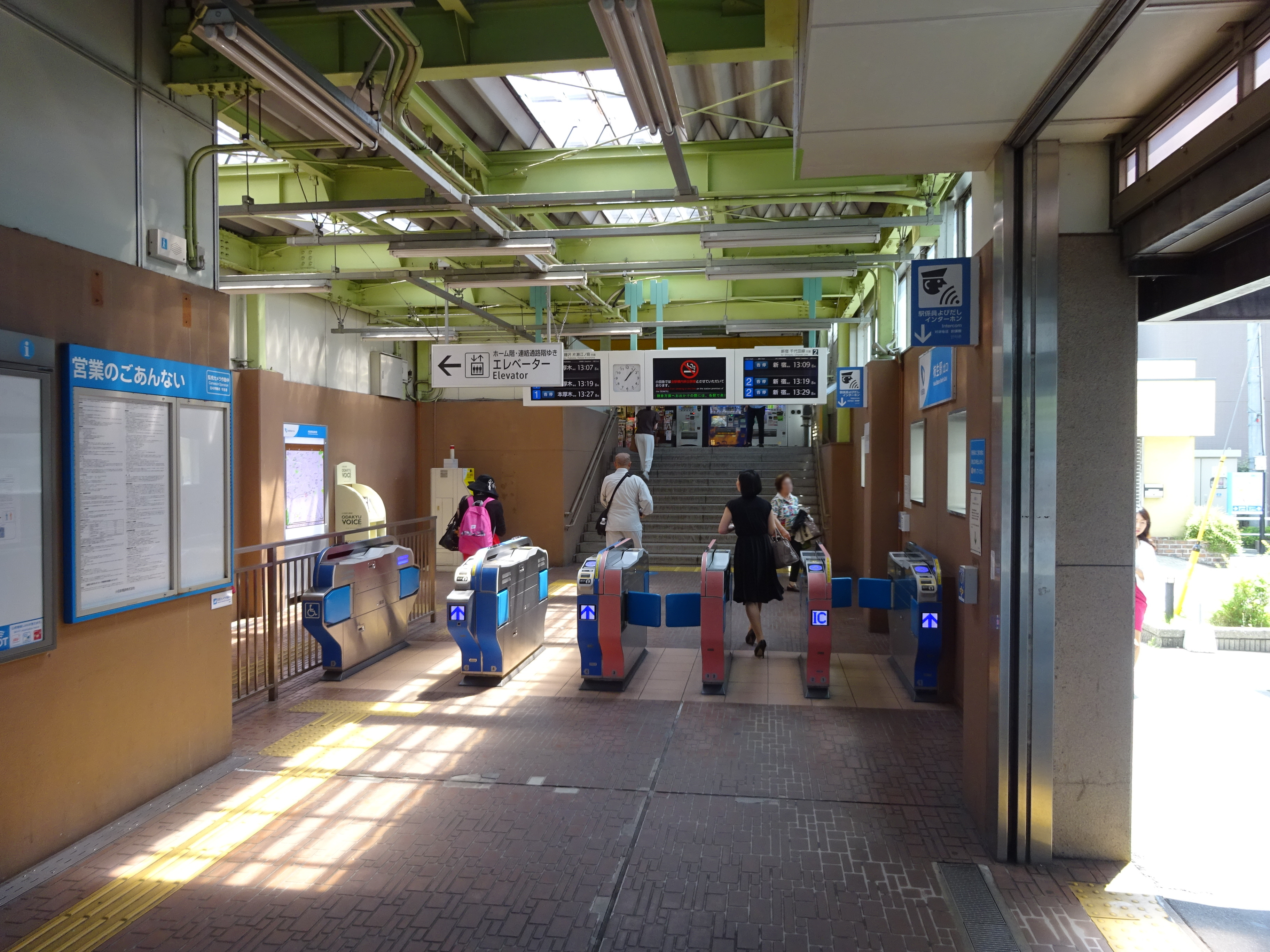
북쪽 개찰구
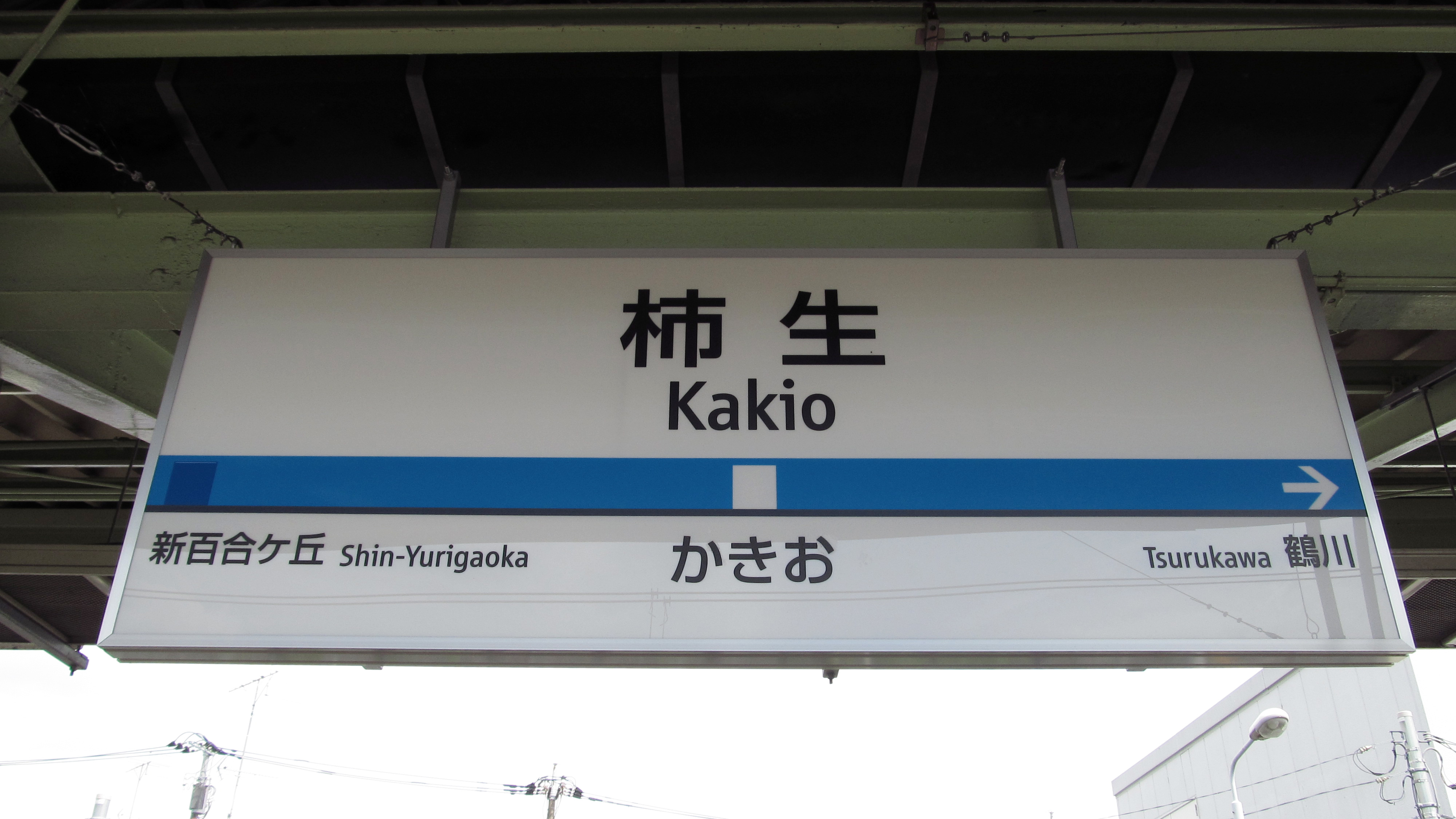
역명판

## 인접역
| 오다큐 오다와라선              | 오다큐 오다와라선 | 오다큐 오다와라선                     |
| ------------------------------ | ----------------- | ------------------------------------- |
| (무정차통과)                   | ■ 쾌속급행 ■ 급행 | (무정차통과)                          |
| OH 23 신유리가오카 아야세 방면 | □ 통근준급        | 쓰루카와 OH 25 (하행 열차 없음)       |
| OH 23 신유리가오카 아야세 방면 | ■ 준급            | 쓰루카와 OH 25 오다와라 방면          |
| OH 23 신유리가오카 신주쿠 방면 | ■ 각역정차        | 쓰루카와 OH 22 후지사와·오다와라 방면 |